# Herrenbrünnchen

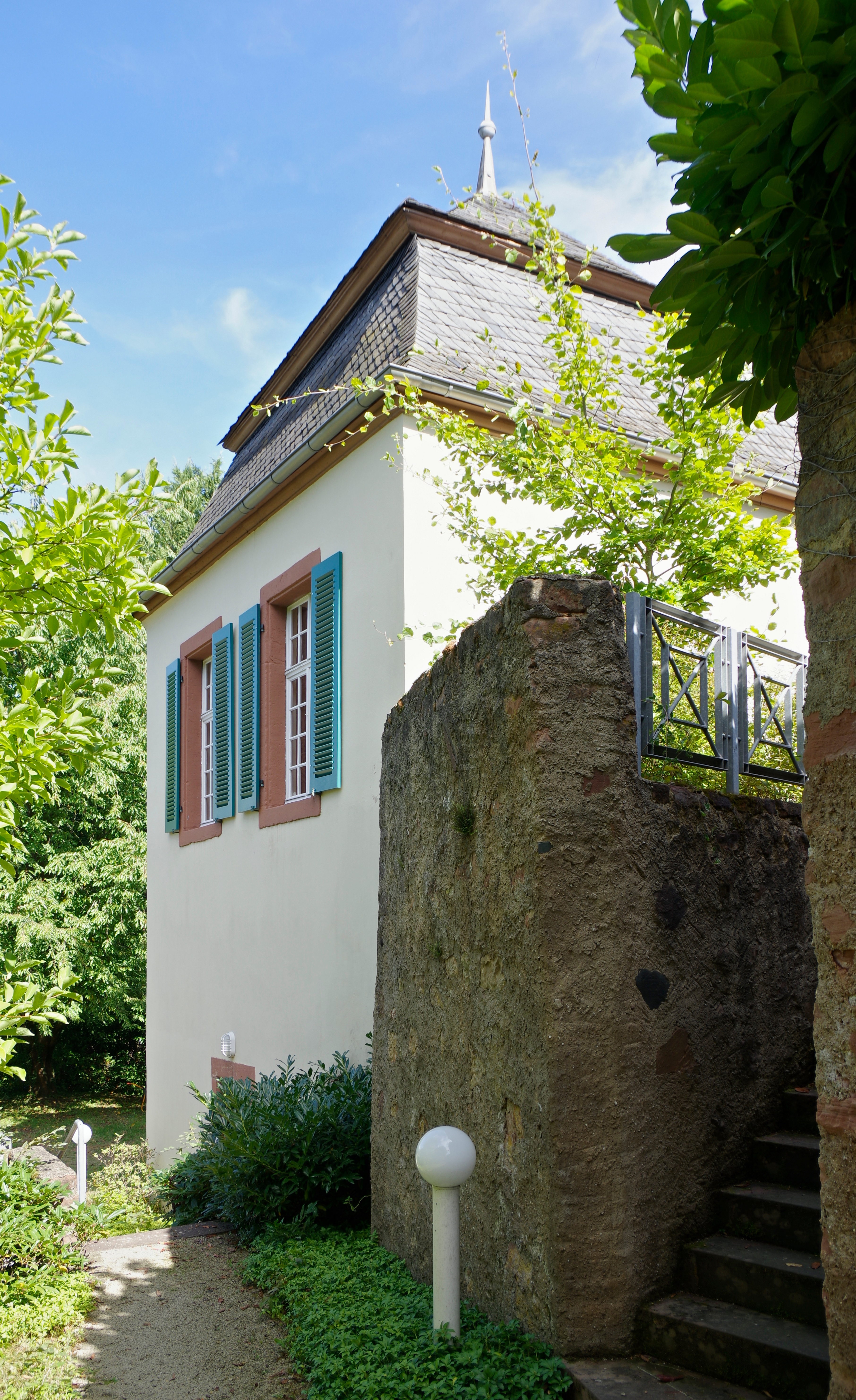
Brunnenstube und Festsaal Herrenbrünnchen

Das Herrenbrünnchen im Trierer Stadtteil Heiligkreuz bezeichnet sowohl ein denkmalgeschütztes Brunnenhaus als auch eine Quelle, die für die Stadt Trier bis ins 20. Jahrhundert einen Großteil der Wasserversorgung sicherstellte.

## Geschichte
Der Legende nach soll der frühchristliche Trierer Bischof Eucharius im 3. Jahrhundert an dieser Stelle die ersten Christen getauft haben. Ganz in der Nähe stand vormals der Tempel am Herrenbrünnchen.
Das erhaltene Gebäude ist ein kleiner Bau mit einem Mansardenzeltdach. Das Erdgeschoss wird auf 1682 und das später hinzugefügte Obergeschoss mit 1728 als Baujahr datiert. Im Letzteren befindet sich die barocke Ratsherrenstube, in der vier Wandtafeln angebracht sind, die die Geschichte des Brunnenhauses darstellen.
Ein Brunnen ist erstmals im Jahr 1200 erwähnt. Bischof Boemund ließ 1299 an und über ihm einen festen Bau errichten, um der Verschmutzung des Trinkwassers vorzubeugen. Der Erzbischof und Kurfürst Johann II. von Baden verfügte um 1494, eine Brunnenstube zu errichten und eine Wasserleitung zum Hauptmarkt zu bauen. Der Taufborn wurde parallel zum Trinkwasserbrunnen weiter genutzt.

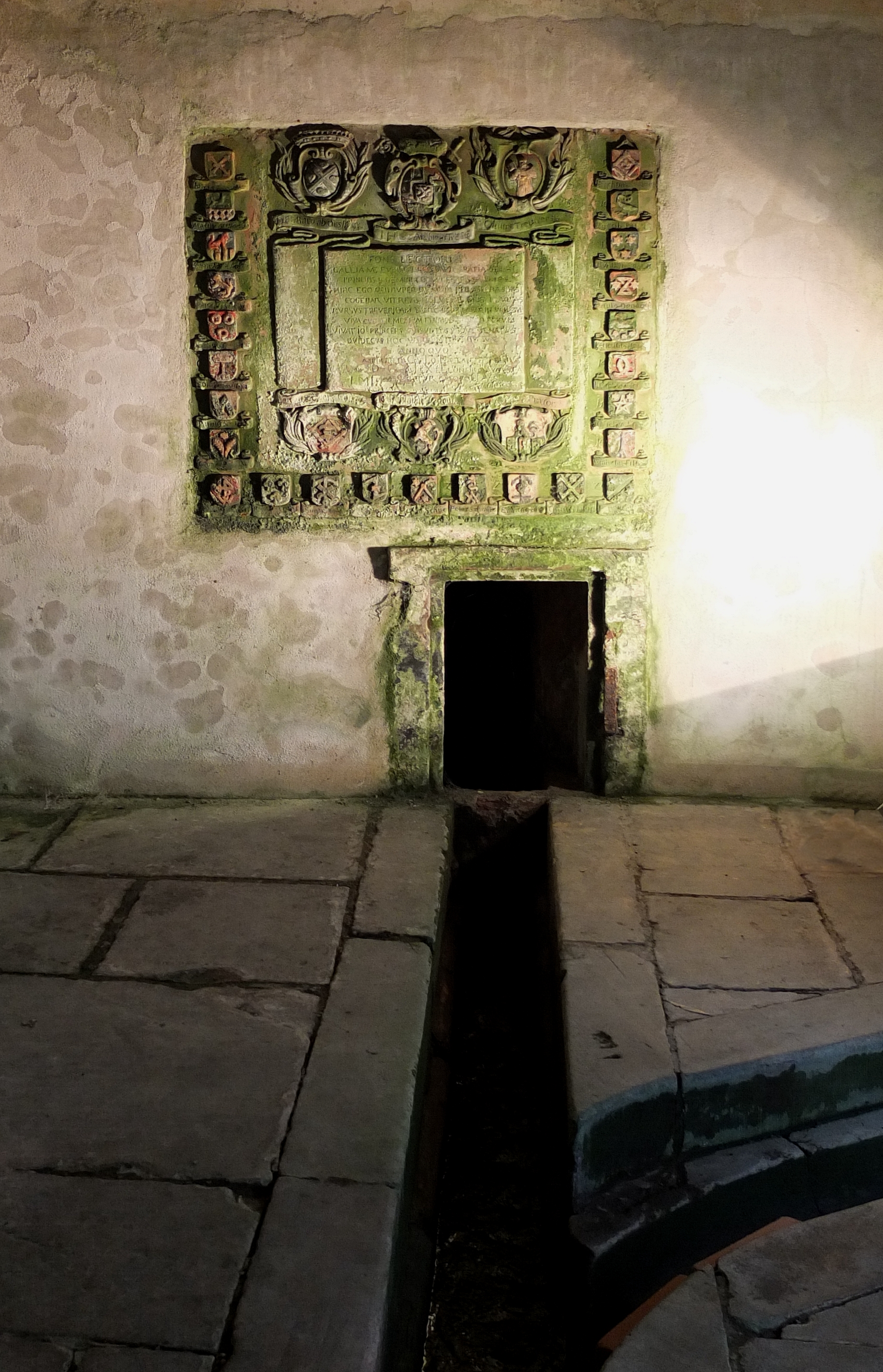
Die Brunnenstube

Im Jahr 1503 wurde ein neuer Stollen in den Schiefergrund getrieben, um mehr Wasser zur Verfügung zu haben. Neben dem Marktbrunnen konnten nun einzelne Klöster und öffentliche Anstalten Triers an die bestehende Wasserleitung angeschlossen werden.
Als 1673/75 die Truppen des Französischen Königs Ludwig XIV. die Stadt eroberten, zerstörten sie auch das Brunnenhaus sowie das Leitungsnetz. Beim Wiederaufbau der Anlagen 1682 unter Kurfürst und Erzbischof Johann Hugo von Orsbeck kam es erstmals zu der Bezeichnung Herrenbrünnchen. Der untere Teil des heutigen Gebäudes geht auf diese Baumaßnahmen zurück.
Im Jahr 1728 erfolgte die Erweiterung um einen weiteren Wasserstollen und eine Aufstockung, in der die sogenannte Ratsherrenstube im zweiten Geschoss eingerichtet wurde. In dieser Stube zogen sich die neuen Ratsherren nach ihrer Wahl zum Feiern zurück. Aus der Inschrift einer der vier Tafeln in der Ratsherrenstube geht hervor, dass zu dieser Feier auf keinen Fall Wasser aus dem Brunnen, sondern andere – eher anregende – Getränke gereicht wurden.
Erzbischof und Kurfürst Johann IX. Philipp von Walderdorff ließ in den Jahren 1752 bis 1759 die gesamten Anlagen sanieren. Danach konnte noch mehr Wasser in die Leitungen eingespeist werden. Im Jahr 1864 wurde ein dritter Stollen in Richtung Olewig getrieben, was die geförderte Wassermenge nochmals steigerte. Als 1883/84 mit dem Bau des Wasserwerkes in Pfalzel sowie 1899 einer zentralen Wasserversorgung der Stadt begonnen wurde, speiste das Herrenbrünnchen nur noch die Laufbrunnen.
Im Zweiten Weltkrieg wurden der Dachstuhl des Brunnenhauses sowie alle Fenster zerstört. Ab 1946 versorgte die Anlage über eine Wasserleitung den Sitz der Verwaltung der Alliierten in Heiligkreuz.
1961 kam es zu einer ersten umfangreichen Renovierung des Gebäudes. Zu dieser Zeit wurden noch das städtische Hallenbad in unmittelbarer Nähe sowie die nahen Brunnen des Palastgartens mit Wasser aus den Stollen versorgt. Seit 1970 wird kein Wasser mehr für die städtische Versorgung entnommen. Es fließt seitdem in den Olewiger Bach und von dort in die Mosel ab. In den Jahren 1988 bis 1989 sowie 1994 wurde die Anlage erneut renoviert.

## Sonstiges
Das Herrenbrünnchen ist Namensgeber einer nahen Straße im Ortsteil Heiligkreuz. Im Sommer 2005 wurden zwei großformatige dreisprachige Tafeln aufgestellt, um über das „verborgene Kleinod Trierer Stadtgeschichte“ zu informieren. Die Stadtwerke Trier bieten unter anderem am Tag des offenen Denkmals eine Besichtigung des Brunnenhauses, der Stollen und der Ratsherrenstube an.